# Ben Dodwell
Benjamin Philip "Ben" Dodwell (født 17. april 1972 i Melbourne) er en australsk tidligere roer.
Dodwells første store internationale optræden var OL 1992 i Barcelona. Her stillede han op i den australske otter, der blev nummer fem. Ved legene fire år senere i Atlanta roede han også otter, der her blev nummer seks.
Fra 1998 kom han til at ro firer uden styrmand sammen med tvillingerne James og Geoff Stewart samt Bo Hanson. Året efter vandt denne besætning sølv ved VM, og de fire fortsatte til OL 2000, hvor de vandt deres indledende heat og blev nummer to i semifinalen. I finalen hentede de bronze efter tyskerne, der vandt guld, og amerikanerne på sølvpladsen.

## OL-medaljer
- 2000:  Bronze i firer uden styrmand